# Gemeinde Ig

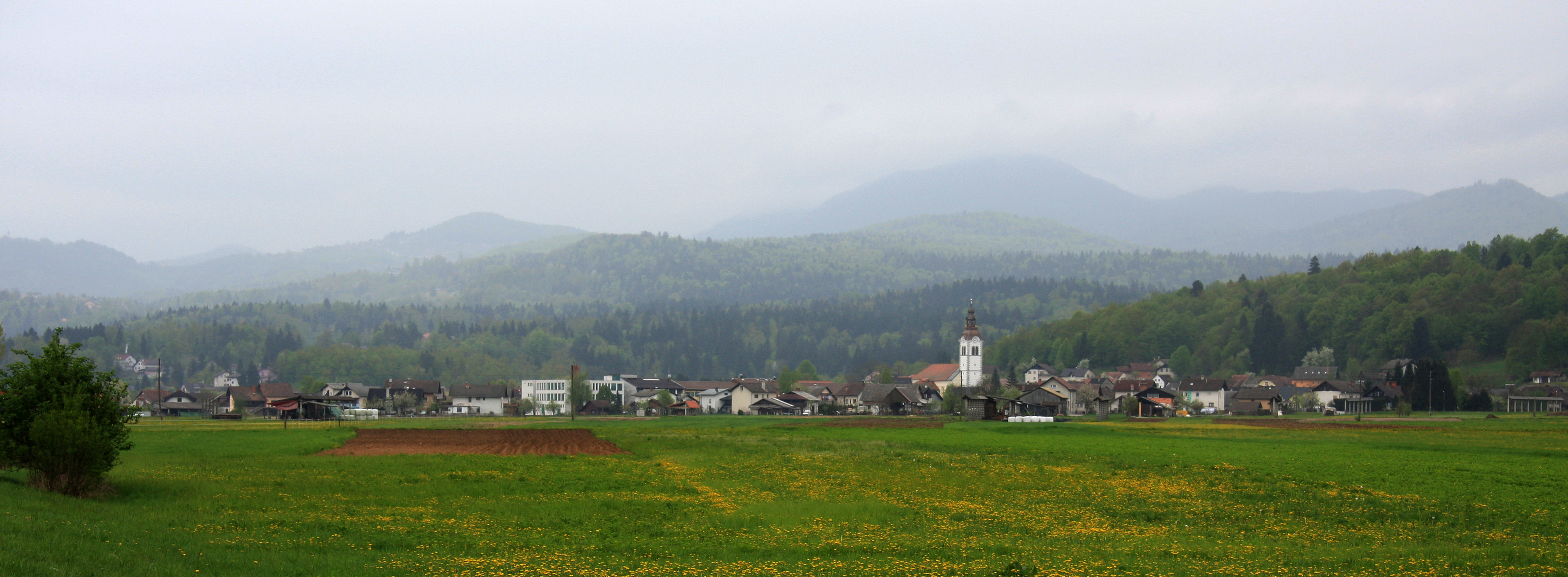
Ig

Die Gemeinde Ig ist eine 25 Ortschaften umfassende Gemeinde in der Region Osrednjeslovenska in Slowenien südlich der Hauptstadt Ljubljana. Hauptort und Verwaltungssitz ist die Ortschaft Ig.

## Lage
Die im Jahr 1995 gebildete Gemeinde liegt 10 km südlich von Ljubljana am Rande des Laibacher Moors und des Berges Krim (1107 m). Im Zentrum des Hauptortes entspringt einer Karstquelle die Iščica, ein Nebenfluss der Ljubljanica.

## Ortsteile
Die Gemeinde Ig umfasst die folgenden 25 Ortschaften. In Klammern sind die historischen deutschsprachigen Ortsbezeichnungen aus der Zeit vor 1918 angegeben.
- Brest (dt. Ebenpforten)
- Dobravica (dt. Dobrauza)
- Golo (dt. Gallenberg in der Oberkrain)
- Gornji Ig (dt. Oberigg)
- Ig (dt. Sonnegg in der Krain)
- Iška (dt. Eisdorf in der Krain)
- Iška Loka (dt. Iggenlack)
- Iška vas (dt. Iggendorf in der Oberkrain)
- Iški Vintgar
- Kot (dt. Winkel in der Oberkrain)
- Kremenica (dt. Ulrichsdorf, auch Kremnitz in der Krain)
- Matena (dt. Höflein)
- Podgozd
- Podkraj (dt. Podgray)
- Rogatec nad Želimljami (dt. Rogatz)
- Sarsko (dt. Hoßberg)
- Selnik (dt. Sellnigg)
- Staje (dt. Perenstein)
- Strahomer (dt. Höflein bei Brunndorf)
- Suša
- Škrilje (dt. Schkrill)
- Tomišelj (dt. Tomischel in der Krain )
- Visoko (dt. Weissach)
- Vrbljene (dt. Werbersbach)
- Zapotok (dt. Lausenbach)

## Nachbargemeinden
| Ljubljana | Ljubljana                                   | Škofljica    |
| Brezovica | Kompassrose, die auf Nachbargemeinden zeigt | Škofljica    |
| Brezovica | Cerknica, Velike Lašče                      | Velike Lašče |

## Sehenswürdigkeiten

### Pfahlbauten
In der Gemeinde befinden sich prähistorische Pfahlbauten, die seit 2011 zum UNESCO-Welterbe Prähistorische Pfahlbauten um die Alpen gehören.

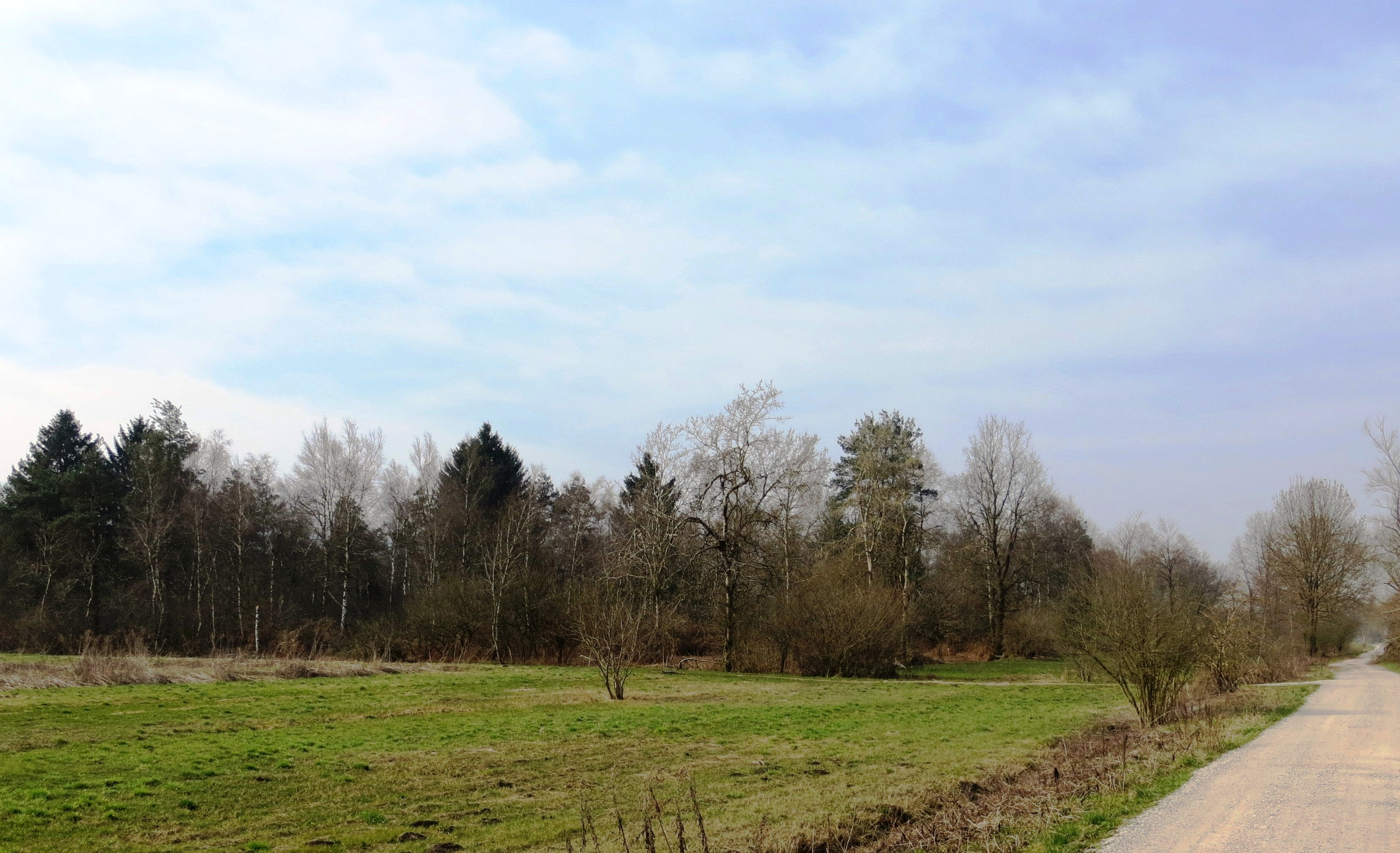
Moor-Wald bei Ig

### Naturreservat Kozlerjeva gošča
Das Kosler-Dickicht (weitere Bezeichnungen: Kozlerjev gozd (Kosler-Wald), Barski gozd (Moor-Wald)) ist Teil des Laibacher Moors auf dem Gemeindegebiet von Ig und ein ausgewiesenes Naturschutzgebiet. Es ist das größte (20 ha) Überbleibsel des bewaldeten Hochmoores. Der Wald ist benannt nach dem früheren Besitzer, dem Politiker und Kartografen Peter Kosler (1824 bis 1879).

## Gedenkstätten

### Denkmal für die Opfer der Schwarzen Hand
Im Kozler-Dickicht befindet sich eine Gedenkstätte für die 63 Opfer der Terrororganisation Schwarze Hand, die im Zweiten Weltkrieg an diesem Ort und in der Umgebung ermordet wurden.

### Massengräber von Ig
In den zur Gemeinde gehörenden Ortschaften Golo, Gornji Ig, Iška und Zapotok wurden bisher (Stand 1/2024) insgesamt fünf Massengräber aus der Zeit um den Zweiten Weltkrieg gefunden.

## Nachweise
1. ↑  Population by settlements, detailed data, 1 January 2023. Abgerufen am 27. Januar 2024.
2. ↑  Ig (Gemeinde, Slowenien) - Einwohnerzahlen, Grafiken, Karte und Lage. Abgerufen am 27. Januar 2024.
3. ↑  Naselja – Občina Ig. Abgerufen am 27. Januar 2024 (slowenisch).
4. ↑  Liste der UNESCO
5. ↑  Primož Šmajdek: Simboli polpretekle zgodovine: ČRNA VAS - Spomenik žrtvam NOV v Kozlarjevi gošči. In: Simboli polpretekle zgodovine. 1. September 2014, abgerufen am 14. Juli 2023.